# Johann Samuel Ersch

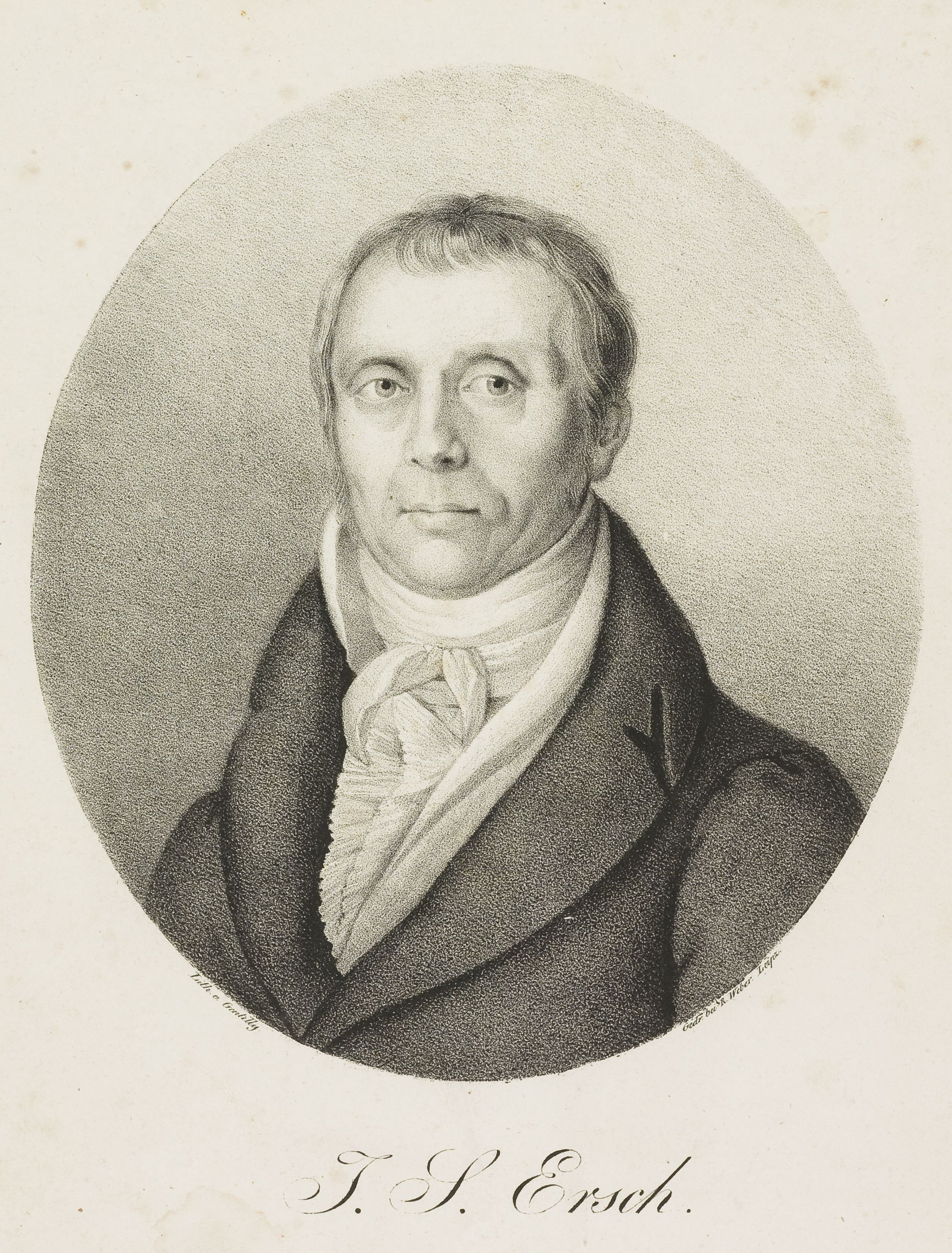
Johann Samuel Ersch

Johann Samuel Ersch (* 23. Juni 1766 in Großglogau, Schlesien; † 16. Januar 1828 in Halle (Saale)) war ein deutscher Bibliothekar und Enzyklopädist.

## Leben
Ersch begründete mit dem Handbuch der deutschen Literatur seit der Mitte des 18. Jahrhunderts die deutsche Bibliographie und gab zusammen mit Johann Gottfried Gruber die unvollendete Allgemeine Encyclopädie der Wissenschaften und Künste in 167 Bänden mit über 78.000 Seiten heraus (Leipzig 1818–1889). Die erschienenen Bände hochgezählt, hätte diese Ausgabe bei regulärer Vollendung nahezu 300 Bände umfasst.
Seiner Tätigkeit in Halle gingen Studien an der Bibliothek in Göttingen, die Schriftleitung der „Neuen Hamburger Zeitung“, die Mitarbeit an der Zeitschrift „Allgemeine deutsche Bibliothek“ und sein Wirken als Bibliothekar und Professor in Jena voraus. Ab 1800 war er für die von Christian Gottfried Schütz geleitete Allgemeine Literatur-Zeitung tätig, ab 1803 in Halle als zweiter Redakteur.

## Schriften (Auswahl)
- Repertorium über die allgemeinen deutschen Journale und andere periodische Sammlungen. 3 Bände, Lemgo 1790–1792.
- Allgemeines Repertorium der Literatur für die Jahre 1785–1800, 8 Bände. Weimar 1793–1807.
- Das gelehrte Frankreich oder Lexicon der französischen Schriftsteller von 1771–1796. Drei Teile mit zwei Supplementen. Hamburg 1797 bis 1806. Digitalisate.
- Allgemeine Literatur-Zeitung (mit Christian Gottfried Schütz). Jena, Halle. Thulb; MDZ.
- Handbuch der deutschen Literatur seit der Mitte des achtzehnten Jahrhunderts bis auf die neueste Zeit systematisch bearbeitet und mit den nöthigen Registern versehen von Johann Samuel Ersch. Zwei Bände zu je vier Abtheilungen. Amsterdam, Leipzig 1812–1814. Digitalisate.
- mit Johann Gottfried Gruber: Allgemeine Encyclopädie der Wissenschaften und Künste. 167 Bände. Leipzig 1818–1889. Digitalisate.
Neudruck: Akademische Druck- und Verlagsanstalt, Graz 1980.

### Fehlzuschreibung
Dieses anonyme Werk (Vorwort von „D. E. P. B.“ in „S. in der O. M.“ unterzeichnet) wird von manchen Katalogen Ersch zugeschrieben (Katalognachweis):
- Handbuch über das Königreich Westphalen zur Belehrung über Land und Einwohner, Verfassung, Verwaltung und äußere Verhältnisse des Staats überhaupt und seine einzelne Theile insonderheit, nebst einem Verzeichnisse der vornehmsten Hof- und Staats-Beamten. Mit einer Karte von dem Königreiche Westphalen. Hemmerde und Schwetschke, Halle 1808.[3] Digitalisat.